# یواس‌اس واتنا (وای‌تی‌بی-۸۲۵)
یواس‌اس واتنا (وای‌تی‌بی-۸۲۵) (به انگلیسی: USS Wathena (YTB-825)) یک کشتی بود که طول آن ۱۰۸ فوت (۳۳ متر) بود. این کشتی در سال ۱۹۷۳ ساخته شد.